# Paris Masters 2019
Il Paris Masters 2019, ufficialmente Rolex Paris Masters 2019 per motivi di sponsorizzazione, è stato un torneo di tennis giocato sul cemento indoor. È stata la 47ª edizione del Paris Masters, che fa parte della categoria ATP Tour Masters 1000 nell'ambito dell'ATP Tour 2019. È stato l'ultimo torneo ATP della stagione prima delle ATP Finals. Il torneo si è giocato all'AccorHotels Arena di Parigi, in Francia, dal 28 ottobre al 3 novembre 2019.

## Distribuzione punti e montepremi

### Distribuzione dei punti
| Evento    | Vincitore | F   | SF  | QF  | Terzo turno | Secondo turno | Primo turno | Q    | Q2   | Q1   |
| Singolare | 1,000     | 600 | 360 | 180 | 90          | 45            | 10          | 25   | 16   | 0    |
| Doppio    | 1,000     | 600 | 360 | 180 | N.D.        | 90            | 0           | N.D. | N.D. | N.D. |

### Montepremi
| Evento    | Vincitore | F        | SF       | QF       | Terzo turno | Secondo turno | Primo turno | Q2     | Q1     |
| Singolare | €995,720  | €503,730 | €259,730 | €133,985 | €67,025     | €35,285       | €19,800     | €7,445 | €3,725 |
| Doppio    | €284,860  | €139,020 | €69,680  | €35,510  | N.D.        | €18,730       | €10,020     | N.D.   | N.D.   |

## Partecipanti

### Teste di serie
| Nazionalità | Giocatore             | Ranking* | Testa di serie |
| ----------- | --------------------- | -------- | -------------- |
| Serbia      | Novak Đoković         | 1        | 1              |
| Spagna      | Rafael Nadal          | 2        | 2              |
| Svizzera    | Roger Federer         | 3        | 3              |
| Russia      | Daniil Medvedev       | 4        | 4              |
| Austria     | Dominic Thiem         | 5        | 5              |
| Germania    | Alexander Zverev      | 6        | 6              |
| Grecia      | Stefanos Tsitsipas    | 7        | 7              |
| Russia      | Karen Chačanov        | 9        | 8              |
| Spagna      | Roberto Bautista Agut | 10       | 9              |
| Italia      | Matteo Berrettini     | 11       | 10             |
| Italia      | Fabio Fognini         | 12       | 11             |
| Belgio      | David Goffin          | 13       | 12             |
| Francia     | Gaël Monfils          | 14       | 13             |
| Argentina   | Diego Schwartzman     | 16       | 14             |
| Stati Uniti | John Isner            | 16       | 15             |
| Svizzera    | Stan Wawrinka         | 17       | 16             |

* Ranking al 21 ottobre 2019.

### Altri partecipanti
I seguenti giocatori hanno ricevuto una wild card per il tabellone principale:
- Ugo Humbert
- Adrian Mannarino
- Jo-Wilfried Tsonga

Il seguente giocatore è entrato in tabellone con il ranking protetto:
- Richard Gasquet

I seguenti giocatori sono passati dalle qualificazioni:

- Ričardas Berankis
- Jérémy Chardy
- Yoshihito Nishioka
- Cameron Norrie
- Sam Querrey
- Casper Ruud

I seguenti giocatori sono entrati in tabellone come lucky loser:
- Damir Džumhur
- Corentin Moutet
- Andreas Seppi

### Ritiri
Prima del torneo
- Kevin Anderson → sostituito da  Andrej Rublëv
- Félix Auger-Aliassime → sostituito da  Frances Tiafoe
- Roger Federer → sostituito da  Andreas Seppi
- Richard Gasquet → sostituito da  Corentin Moutet
- Nick Kyrgios → sostituito da  Jan-Lennard Struff
- Kei Nishikori → sostituito da  Radu Albot
- Guido Pella → sostituito da  Damir Džumhur
- Lucas Pouille → sostituito da  Laslo Đere

Durante il torneo
- Rafael Nadal
- Gilles Simon

## Campioni

### Singolare
Novak Đoković ha sconfitto in finale  Denis Shapovalov con il punteggio di 6-3, 6-4.
- È il settantasettesimo titolo per Đoković, quinto della stagione e qui a Parigi.

### Doppio
Pierre-Hugues Herbert /  Nicolas Mahut hanno sconfitto in finale  Karen Chačanov /  Andrej Rublëv con il punteggio di 6-4, 6-1.